# わが愛の譜 滝廉太郎物語
『わが愛の譜 滝廉太郎物語』（わがあいのうた たきれんたろうものがたり）は、1993年公開の日本映画。「荒城の月」「花」などの名曲で知られ、ピアノ曲『憾』を遺して僅か23歳の生涯を閉じた音楽家・瀧廉太郎の没後90年を記念して製作された。原作は詩人で文芸評論家の郷原宏『わが愛の譜 滝廉太郎物語』（新潮文庫）。

## キャスト
- 滝廉太郎：風間トオル
- 中野ユキ：鷲尾いさ子
- 鈴木毅一：天宮良
- 芙美：藤谷美紀
- 美佐子：浅野ゆう子
- 坂口：柳沢慎吾
- 由比クメ：渡辺典子
- 橘糸重：一色采子
- 島崎赤太郎：ベンガル
- 小山作之助：秋野太作
- 幸田延：檀ふみ
- 相原：森本レオ
- 古本屋：藤田敏八
- サク：岡本麗
- 柴田環：佐藤しのぶ
- 滝民子：宮崎美子
- 上原六四郎：神山繁
- 滝大吉：勝野洋
- 島崎藤村：榎木孝明
- 幸田露伴：柴田恭兵
- 滝タツ：藤村志保
- 滝吉弘：加藤剛

## スタッフ
- 監督：澤井信一郎
- 脚本：宮崎晃、伊藤亮爾、澤井信一郎
- 原作：郷原宏
- 企画：佐藤雅夫、萩原敏雄
- 製作：高岩淡、漆戸靖治
- プロデューサー：中山正久、天野和人、和田仁宏
- 撮影：木村大作
- 美術：井川徳道
- 音楽：佐藤勝
- 録音：堀池美夫、格畑學
- 照明：増田悦章
- 編集：市田勇
- 助監督：長岡鉦司
- スチール：遠藤功成

## 製作

### 企画
企画は東映宣伝部長・福永邦昭。1991年の『福沢諭吉』のロケを大分県で行った際、当時の平松守彦大分県知事が「うちの県にはもうひとり、有名な偉人がいる。ぜひ映画に」と福永に滝廉太郎の映画化を要請した。自身もトロンボーンを演奏する福永は『福沢諭吉』の監督でクラシック音楽に造詣の深い澤井信一郎に相談、澤井から「会社を説得するにはタマ（金）次第だ」とアドバイスを受けた。1993年はちょうど滝の没後90年にあたるため、創業90年を迎える企業を調べ上げて大和証券を見つけ、同社の協賛を仰ぎ、タマによる観客動員とパブリシティーを前提にしたメディア戦略を組み立て、福永自ら大和証券経営陣と岡田茂東映会長とのトップ会談をセッティングし共同製作での合意に成功したが、直後に大和証券内部の不祥事で実現には至らなかった。それでも予定通り大量の前売り券を買ってもらった。共同製作がポシャり、映画化も危ぶまれたが、当時では珍しい「製作委員会」を発足させ、日本テレビと提携、読売新聞やTOKYO FM等からの出資を引き出し、製作に漕ぎつけた。
本企画が製作に至った背景としては、お金の問題以外にも1992年の第43回NHK紅白歌合戦でトリを務めた由紀さおり・安田祥子姉妹コンビの「日本の唄」コンサートが入場料5,000円と当時としては高額ながら毎回超満員で、静かなブームを呼び、殺到する聴衆の大半は40～50代の主婦層で、旧き良き日本の歌曲が改めて再発見されているという現象があり、40～50代の主婦層をターゲットに製作が決まった。本作の売りは"日本のこころ"である。22年間東映社長を務めた岡田茂に代わり、1993年6月29日に後任社長に就任した高岩淡の第一回社長プロデュース作となり、当時は映画業界自体が未曽有の危機的状況にあったが、製作費6億5,000万円、総原価10億円以上をかけ、高岩新社長の登場で東映全体で国民映画に仕立て上げた。

### 脚本
澤井信一郎監督は演出にあたり「滝廉をめぐる巷間伝わるエピソードは一切排除して、生涯の事実だけをたどりながら、音楽人として直截的にまた直感的に感じたもの、見たもの、そしてピアノを弾奏する真っ直ぐな姿を浮かび上がらせたいとシナリオを書き、映画を撮りました」などと話した。

### 撮影
1993年5月21日、大分県竹田市ロケからクランクイン。当地は滝が12歳から3年間過ごした街。平松県知事もロケ現場に駆け付け、大勢の市民も見学に訪れた。地元九州の各新聞は社会面のトップに扱う力の入れようだった。
滝廉太郎を演じる風間トオルも中野ユキを演じる鷲尾いさ子もピアノに馴染みがなく1ヶ月ぶっ続けで特訓を受け、2人とも腱鞘炎になり指先からは血が出るほど練習させられ。
ドイツロケは1993年5月28日から6月12日まで行われたが、撮影許可は10日間しか降りなかった。ロマンティック街道の小都市を精力的に駆け巡り、7万尺（約13時間分）のフィルムを回した。ドイツロケの詳細は同年7月25日に『知ってるつもり?!』（日本テレビ）の特集番組で放送された。また演奏シーンはライプツィヒ・ライプツィヒ歌劇場などで、ベルリン・フィルハーモニー管弦楽団の楽団員による特別編成のオーケストラの協力を仰ぎ撮影が行われた。
1993年7月10日、東映京都撮影所でクランクアップ。

## 宣伝・興行
当時の東映の大作は毎回前売り券販売に駆け回るというのが現状で、高岩東映社長は「当節としては真面目な地味なシャシンで、お客サンを映画館に連れて来るのがシンドイ」と本音も漏れたが、提携製作の日本テレビが全国県庁所在地48都市で日テレ主催の試写会を開催し、3万人を動員。またこの年の『24時間テレビ 「愛は地球を救う」』でも随所に作品をアピール、読売新聞も特集記事を掲載するなど全面支援を行った。また9月の新学期を迎えて学校動員をアプローチし、全日本音楽教育研究会を通じて、小中学校の動員上映を要請した。1993年8月21日から全国東映邦画系劇場150館で封切（7週上映）。

## 作品の評価

### 作品評
受賞歴
- 第17回日本アカデミー賞[5]
  - 優秀作品賞
  - 優秀監督賞：澤井信一郎
  - 優秀脚本賞：宮崎晃、伊藤亮爾、澤井信一郎
  - 優秀主演男優賞：風間トオル
  - 優秀主演女優賞：鷲尾いさ子
  - 優秀助演女優賞：檀ふみ
  - 優秀音楽賞：佐藤勝
  - 優秀撮影賞：木村大作
  - 優秀照明賞：増田悦章
  - 優秀美術賞：井川徳道
  - 優秀録音賞：堀池美夫、格畑學
- 第6回日刊スポーツ映画大賞
  - 石原裕次郎賞
- 第15回ヨコハマ映画祭
  - 日本映画ベストテン第5位
  - 主演女優賞：鷲尾いさ子
- 第48回毎日映画コンクール
  - 音楽賞：佐藤勝
  - 録音賞：堀池美夫、格畑學